# ナイト・コール
『ナイト・コール』（Night Call）は、イヤーズ・アンド・イヤーズの3枚目のスタジオ・アルバムである。

## 解説
ソロ・プロジェクトとして再始動後、初のアルバム。
全英アルバムチャートで2枚目の首位を記録、チャート圏内には23週入った。

## 収録曲
1. コンセクエンシズ - Consequences
2. スターストラック - Starstruck
3. ナイト・コール - Night Call
4. インティマシー - Intimacy
5. クレイヴ - Crave
6. スウィート・トーカー（with ギャランティス） - Sweet Talker (with Galantis)
7. スーナー・オア・レイター - Sooner or Later
8. 20ミニッツ - 20 Minutes
9. ストレンジ・アンド・アンユージュアル - Strange and Unusual
10. メイク・イット・アウト・アライヴ - Make It Out Alive
11. シー・ユー・アゲイン - See You Again

### 日本盤/海外デラックス盤 ボーナストラック
1. イマキュレイト - Immaculate
2. マッスル - Muscle
3. リフレクション - Reflection
4. ア・セカンド・トゥ・ミッドナイト（with カイリー・ミノーグ） - A Second to Midnight (with Kylie Minogue)
5. スターストラック（カイリー・ミノーグ・リミックス） - Starstruck (Kylie Minogue Remix)

### 日本盤ボーナストラック
1. スターストラック（SIRUP・リミックス）- Starstruck (SIRUP Remix)

## チャート
| チャート (2022年)                          | 最高位 |
| ------------------------------------------ | ------ |
| オーストラリア (ARIA)                      | 88     |
| ベルギー (Ultratop Flanders)               | 15     |
| ベルギー (Ultratop Wallonia)               | 12     |
| フランス (SNEP)                            | 134    |
| ドイツ (Offizielle Top 100)                | 47     |
| Irish Albums (OCC)                         | 19     |
| スコットランド (OCC)                       | 2      |
| スペイン (PROMUSICAE)                      | 39     |
| スイス (Schweizer Hitparade)               | 62     |
| UK アルバムズ (OCC)                        | 1      |
| US Top Album Sales (Billboard)             | 65     |
| US Top Dance/Electronic Albums (Billboard) | 5      |

| チャート (2022年) | 順位 |
| ----------------- | ---- |
| イギリス (OCC)    | 81   |